# Keila-Joa
Keila-Joa – miejscowość w Estonii, w prowincji Harju, w gminie Keila.